# Platythomisus pantherinus
Platythomisus pantherinus är en spindelart som beskrevs av Pocock 1898. Platythomisus pantherinus ingår i släktet Platythomisus och familjen krabbspindlar.
Artens utbredningsområde är Malawi. Inga underarter finns listade i Catalogue of Life.